# 聖保羅學校 (新罕布夏州)

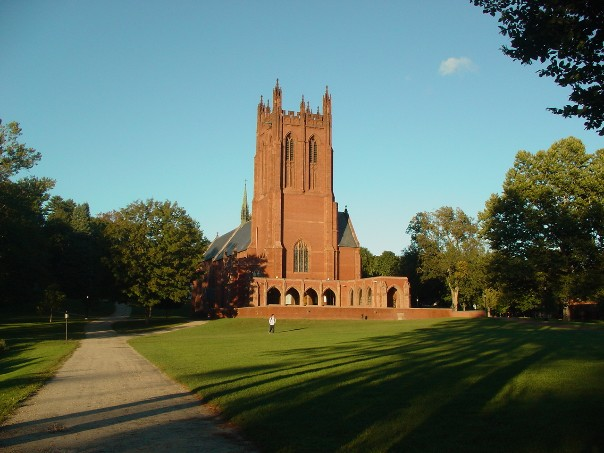
圣保罗学校的礼堂

圣保罗学校（英語：St. Paul's School，简称SPS）创建于1856年，是位于美国新罕布什尔州的一所私立寄宿高中，也是美国著名高中之一。圣保罗学校是美國高中十校联盟成員之一。

## 相关
- 官方网站 （页面存档备份，存于）